# Marjorie Reynolds

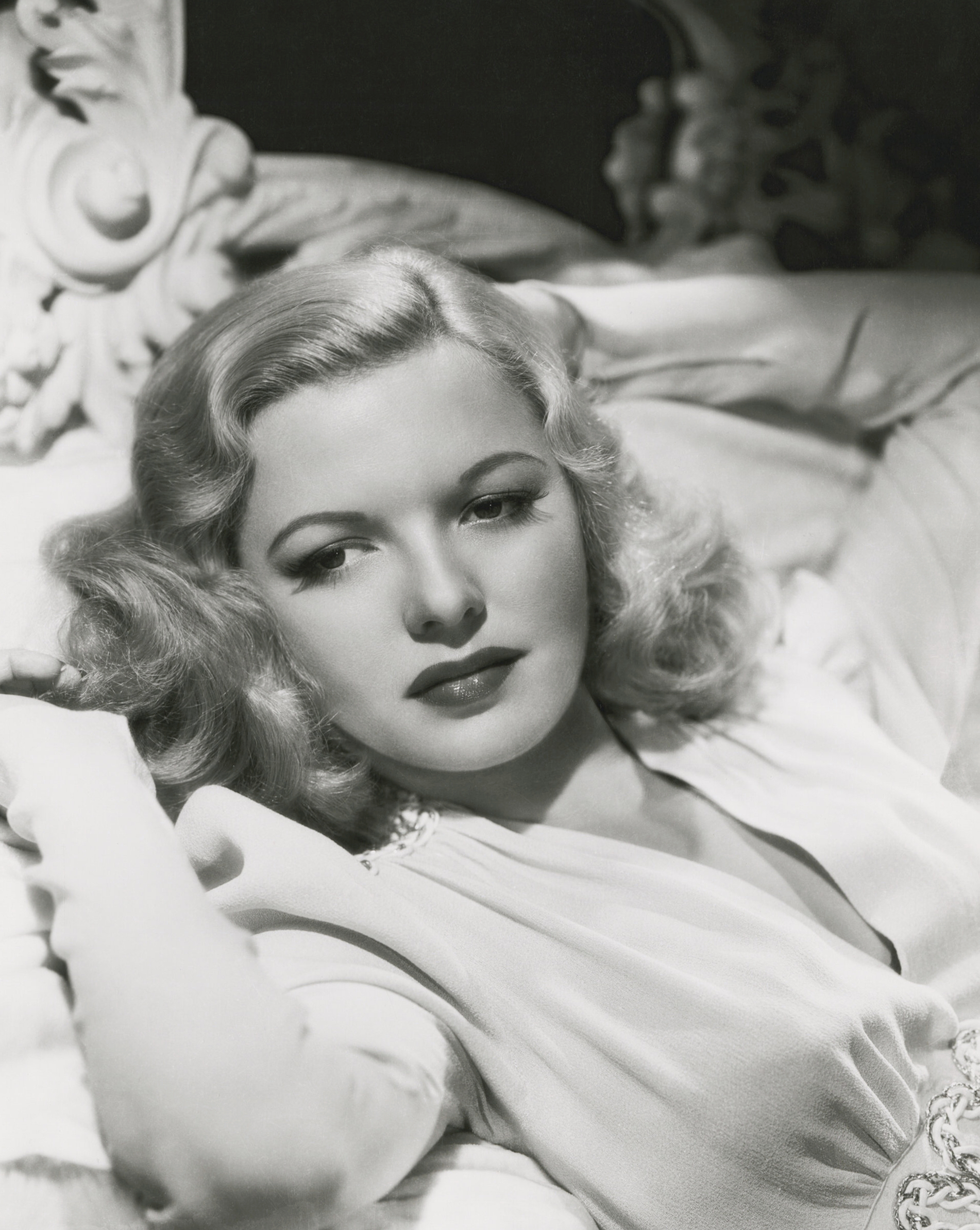
Marjorie Reynolds (1943)

Marjorie Reynolds (* 12. August 1917 in Buhl, Idaho als Marjorie Goodspeed; † 1. Februar 1997 in Manhattan Beach, Kalifornien) war eine US-amerikanische Schauspielerin.

## Leben und Karriere
Marjorie Reynolds stand bereits während der Stummfilmzeit als Kinderdarstellerin in einigen Filmen vor der Kamera. In den 1930er-Jahren setzte sie ihre Schauspielkarriere mit zunächst kleineren Rollen fort, darunter auch 1939 in Vom Winde verweht. Ende der 1930er-Jahre erhielt Reynolds erste größere Rollen und fungierte in den nächsten Jahren häufig als Hauptdarstellerin.
So spielte sie im Thriller The Fatal Hour eine Reporterin an der Seite von Boris Karloff. Einer ihrer bekanntesten Filme ist Holiday Inn aus dem Jahre 1942, wo sie an der Seite von Fred Astaire und Bing Crosby spielte. Im Film singt ihre Figur gemeinsam mit Crosby den zum Evergreen gewordenen Song White Christmas, der für diesen Film geschrieben wurde. Allerdings war nicht Reynolds bei White Christmas zu hören, sondern über ihre Stimme wurde die Stimme von der Profisängerin Martha Mears übersynchronisiert. 1944 spielte Reynolds die weibliche Hauptrolle in Fritz Langs Thriller Ministerium der Angst neben Ray Milland. Ansonsten blieben ihre Auftritte aber oft auf B-Movies beschränkt, sodass ihr der ganz große Filmruhm verwehrt blieb. Unter anderem spielte sie in der Komödie Up in Mabel’s Room (1944) unter Regie von Allan Dwan und in The Time of Their Lives (1946) war sie als Co-Star des populären Komikerduos Abbott und Costello zu sehen.
Ab den 1950er-Jahren spielte Reynolds im Kino nur noch Nebenrollen, allerdings machte sie eine Fernsehserie zu dieser Zeit populär: Zwischen 1953 und 1958 spielte sie in der Sitcom The Life of Riley die Rolle der Peg Riley, Ehefrau der von William Bendix verkörperten Titelfigur. In den 1960er- und 1970er-Jahren stand Reynolds noch sporadisch vor der Kamera, ehe sie sich ganz vom Schauspielgeschäft zurückzog. Für ihre Fernseharbeit wurde sie mit einem Stern auf dem Hollywood Walk of Fame geehrt.
Marjorie Reynolds war zweimal verheiratet: Von 1936 bis zur Scheidung 1952 mit dem Regieassistenten Jack Reynolds (aus dieser Ehe ging ein Kind hervor), sowie mit John Whitney von 1953 bis zu seinem Tod im Jahre 1985. Sie verstarb 1997 im Alter von 79 Jahren an einem Herzinfarkt, als sie gerade ihren Hund ausführte.

## Filmografie (Auswahl)
- 1923: Trilby
- 1923: Scaramouche
- 1933: Wine, Women and Song
- 1936: Tanzende Piraten (Dancing Pirate)
- 1937: Broadway Melody of 1938
- 1939: Mr. Wong in Chinatown
- 1939: Vom Winde verweht (Gone with the Wind)
- 1940: The Fatal Hour
- 1940: Up in the Air
- 1940: Doomed to Die
- 1942: Blondie Goes to College
- 1942: Musik, Musik (Holiday Inn)
- 1942: Star Spangled Rhythm
- 1943: Dixie
- 1944: Up in Mabel’s Room
- 1944: Ministerium der Angst (Ministry of Fear)
- 1944: Three Is a Family
- 1946: Meet Me on Broadway
- 1946: Mit Pinsel und Degen (Monsieur Beaucaire)
- 1946: Abbott und Costello – The Time of Their Lives
- 1947: Michael schafft Ordnung (Heaven Only Knows)
- 1949: Kuß um Mitternacht (That Midnight Kiss)
- 1949: Die Goldräuber von Tombstone (Badmen of Tombstone)
- 1950: Juwelenraub um Mitternacht (The Great Jewel Robber)
- 1951: Home Town Story
- 1951: Ein Satansweib (His Kind of Woman)
- 1952: Models Inc.
- 1953–1958: The Life of Riley (Fernsehserie, 219 Folgen)
- 1959: Juke Box Rhythm
- 1960–1963: Erwachsen müßte man sein (Leave It to Beaver, Fernsehserie, 3 Folgen)
- 1961: Surfside 6 (Fernsehserie, Folge 1x14)
- 1962: Andy Hardy (Fernsehfilm)
- 1963: Am Fuß der blauen Berge (Laramie, Fernsehserie, Folge 4x27 The Last Battleground)
- 1978: Pearl Harbor (Fernseh-Miniserie, 3 Folgen)